# Hans Tatzer
Johann Robert „Hans“ Tatzer (* 25. Mai 1905 in Wien; † 23. August 1944 in Marseille) war ein österreichischer Eishockeyspieler. Er war Mitglied der österreichischen Eishockeynationalmannschaft, Wiener Auswahlmannschaften und Gastspieler anderer Eishockeyklubs.

## Karriere
Hans Tatzer war beruflich als Malergehilfe und später als Postfacharbeiter tätig. Am 26. April 1941 heiratete er die am 15. Oktober 1921 in Wien geborene Hermine M. Sein Sohn wurde am 18. Juni 1942 geboren und verstarb im April 1944 im Alter von 3 Jahren. Im April 1942 wurde Hans Tatzer zur Wehrmacht einberufen und später der Feldgendarmerie zugeteilt. Er kam am 23. August 1944 bei den Kämpfen in Marseille ums Leben und wurde erst in Marseille, Friedhof St. Pierre, beigesetzt und später auf den Deutschen Soldatenfriedhof Dagneux umgebettet.

### Eishockey
Bis zur Saison 1925/26 spielte Hans Tatzer bei der österreichischen Lehrer Sportvereinigung in Wien. Im Herbst trat er dem Pötzleinsdorfer SK bei und blieb dort bis zum Ende der Saison 1929/1930. Dann wechselte Hans Tatzer zur Polizeisportvereinigung Wien und war dort Spielertrainer der Eishockeysektion. Zur Saison 1931/32 wechselte Hans Tatzer zum Pötzleinsdorfer SK zurück, der sich nach dem Gewinn der österreichischen Eishockeymeisterschaft 1932 in Eishockeyklub Engelmann umbenannte.
Hans Tatzer war bei zahlreichen Eishockeyspielen anderer Clubs als Gastspieler dabei. Sein größter Einsatz war dabei die Reise des Wiener Eislauf-Vereins 1937 nach Südafrika, die in der Zeit vom 19. Mai 1937 bis 2. August 1937 stattfand. Grund der Reise war die Eröffnung des Eispalastes in Johannesburg. Der Verein absolvierte 8 Eishockeyspiele gegen Südafrika, Auswahlmannschaften und örtliche Eishockeyclubs.

### Österreichische Eishockeynationalmannschaft
Teilnehmer
- Europameisterschaft in Wien 1927 1. Platz
- Europameisterschaft in St. Moritz 1928 6. Platz
- Europameisterschaft in Budapest 1929 3. Platz 3 Tore geschossen
- Welt- u. Europameisterschaft in Chamonix 1930 WM 4. Platz/EM 3. Platz
- Welt- u. Europameisterschaft in Krynica/Polen 1931 WM 3. Platz/EM 1. Platz 3 Tore
- Europameisterschaft in Berlin 1932 2. Platz 1 Tor
- Welt- u. Europameisterschaft in Prag 1933 WM 4. Platz/EM 2. Platz 1 Tor
- Welt- u. Europameisterschaft in Mailand 1934 WM 7. Platz/EM 5. Platz 3 Tore
- Welt- u. Europameisterschaft in Davos 1935 WM 6. Platz/EM 5. Platz 7 Tore
- Welt- u. Europameisterschaft in Garmisch-Partenkirchen 1936 WM 7. Platz/EM 5. Platz 2 Tore
- Welt- u. Europameisterschaft in Prag 1938 WM 12. Platz/EM 10. Platz

### Vereinserfolge
- Schlesinger Cup 1928 Pötzleinsdorf Sportklub
- Österreichischer Meister 1932 Pötzleinsdorfer Sportklub
- Albrecht-Pokal 1935 Eishockey Klub Engelmann
- Wiener Meister 1936 Eishockey Klub Engelmann
- Österreichischer Staatsmeister 1938 Eishockey Klub Engelmann
- Deutscher Meister 1939 Eishockey Klub Engelmann
- Deutscher Ostmark-Meister 1939 Eishockey Klub Engelmann

### Handball
In den Jahren 1933 und 1934 spielte Hans Tatzer in der Handballabteilung der Polizei Sportvereinigung Wien. Er spielte hier in der 1. Mannschaft des PSV. 1934 wirkte er auch in der österreichischen Handballnationalmannschaft mit.

### Fußball
Im Fußball war Hans Tatzer bei Viktoria Währing aktiv. Um sich im Sommer für das Eishockeyspiel fit zu halten, wurden auch verschiedene Fußballspiele unterhalb der Vereinsebene durchgeführt. So war Hans Tatzer bei der Mannschaft des Gastwirts Weinwurm „Zum lustigen Kondukteur“ im Einsatz oder bei Spielen wie Schafbergbad gegen Kongreßbad.

### Feldhockey
Viele Eishockeyspieler der 1920er und 30er Jahre waren im Feldhockey in den Sommermonaten aktiv. Hans Tatzer spielte bei den Kritzendorfern.

## Erfolge und Auszeichnungen
Als einziger Spieler des österreichischen Eishockeys erhielt Hans Tatzer vor dem Zweiten Weltkrieg elfmal das internationale Abzeichen des österreichischen Eishockeyverbandes für die Teilnahme an internationalen Spielen in den Jahren 1927, 1928, 1929, 1930, 1931, 1932, 1933, 1934, 1935, 1936 und 1937. Aufgrund des Anschluss Österreichs und der damit verbundenen Auflösung des Verbandes erfolgte die Verleihung 1938 nicht mehr.
- Goldmedaille bei der Eishockey-Europameisterschaft 1927 in Wien
- Bronzemedaille bei der Eishockey-Europameisterschaft 1929 in Budapest
- Bronzemedaille bei der Eishockey-Weltmeisterschaft 1931 in Krynica-Zdrój (Polen)
- Goldmedaille bei der Eishockey-Europameisterschaft 1931
- Silbermedaille bei der Eishockey-Europameisterschaft 1932 in Berlin
- Silbermedaille bei der Eishockey-Europameisterschaft 1933 in Prag